# Wahlen 1865
◄◄ | ◄ | 1861 | 1862 | 1863 | 1864 | Wahlen 1865 | 1866 | 1867 | 1868 | 1869 | ► | ►►

Weitere Ereignisse
Die Liste der Wahlen 1865 umfasst Parlamentswahlen, Präsidentschaftswahlen, Referenden und sonstige Abstimmungen auf nationaler und subnationaler Ebene, die im Jahr 1864 weltweit abgehalten wurden.

## Termine
| Land                   | Datum            | Wahl 1865                                     | Letzte Wahl | Bemerkung |
| ---------------------- | ---------------- | --------------------------------------------- | ----------- | --- |
| Nassau                 | 24. Juni         | Wahl für die Landstände des Herzogtums Nassau | 1864        | Zweite Neuwahl nach der regulären Wahl 1863 und der Neuwahl 1864 wegen Handlungsunfähigkeit des Landtags, letzte Wahl vor der Annexion Nassaus 1866 durch Preußen |
| Königreich Italien     | 22. und 29. Okt. | Parlamentswahl in Italien                     | 1861        | |
| Vereinigtes Königreich | 11. und 24. Juli | Britische Unterhauswahl                       | 1859        | |